# Abreus
Abreus ist eine Stadt und ein Municipio (Landkreis) in der kubanischen Provinz Cienfuegos. Die Stadt wurde 1840 gegründet und wurde 1910 zum Municipio.
Das Municipio hat eine Fläche von 563,5 km², auf der 29.094 Einwohner leben, was eine Bevölkerungsdichte von 54,6 Einwohnern je Quadratkilometer bedeutet (Stand: Volkszählung 2009).